# Vjekoslav Franetović
Vjekoslav Franetović (Split, 1946.) je hrvatski pjesnik. Djeluje u iseljeništvu.
U njegovom nas pjesništvu iznenađuje obilje lijepih slika i situacija, plemenita patina evokacijskih prispodoba, uvodićevska duhovitost nekih sadržaja.